# Ce cochon de Morin (film, 1932)
Pour les articles homonymes, voir Ce cochon de Morin et Ce cochon de Morin (film, 1924).
Pour plus de détails, voir Fiche technique et Distribution.
Ce cochon de Morin est un film français de Georges Lacombe sorti en 1932, inspiré de l'œuvre de Guy de Maupassant.

## Fiche technique
- Réalisation : Georges Lacombe
- Scénario : Max Dianville, Charles Spaak, d'après Ce cochon de Morin de Guy de Maupassant
- Décors : Georges Wakhevitch
- Musique : Michel Michelet (Michel Lévine)
- Production : Compagnie Universelle Cinématographique
- Format : Noir et blanc -  Son mono - 1,37:1 - 35 mm
- Genre : Comédie
- Durée : 87 minutes[1]
- Date de sortie : 
  - France : 30 décembre 1932[2]

Sources : UniFrance Films et IMDb
- Affiche : Jean-Adrien Mercier

## Distribution
- Jacques Baumer
- Rosine Deréan
- José Noguéro
- Pauline Carton : Mme Morin
- Raymond Cordy
- Colette Darfeuil : Nelly
- Edmond Castel
- Jeanne Fusier-Gir
- Charles Lamy
- Nathalie Lissenko
- Jane Marken
- Marthe Mellot
- Roland Caillaux